# Ивашко, Евгений Викторович
Евгений Викторович Ива́шко (укр. Євген Вікторович Івашко, 19 сентября 1974) — советский украинский шашист, шашечный теоретик.

## Биография
Предпочитает играть в русские шашки. Абсолютный победитель Кубка Украины по шашкам-64 2011 года в личном зачете среди мужчин и в командном зачете в составе сборной Днепропетровской области (1 место в классической, быстрой и молниеносной игре). Мастер спорта Украины (1995), международный мастер по шашкам-64 (2009)
Автор канала Vjarij на YouTube https://www.youtube.com/channel/UC43qSuUB9wZFF064iFUbRsQ Архивная копия от 2 января 2020 на Wayback Machine
В настоящее время проживает в г. Днепр

### Спортивные достижения
Серебряный призёр чемпионата Украины 2011, 2014 года
Чемпион Украины 2018г. (классика) ,2017г. (быстрые шашки),2014г.(блиц)
Занял 9 место на Чемпионат Европы по русским шашкам среди мужчин в 2012 году

### Юношеские достижения
- 2 место Первенство УССР 1990 г. среди юношей до 18 лет
- 3 место Первенство УССР 1991 г. среди юношей до 18 лет
- 2 место Чемпионат Украины 1992 г. среди юношей до 18 лет
- 3 место Чемпионат Украины 1993 г. среди юношей до 18 лет

### в теории
По его имени назван дебют в русских шашках: Начало Е. Ивашко, Начало Ивашко

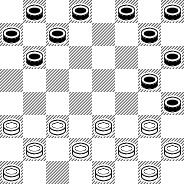
табия дебюта Начало Е. Ивашко